# 尤金·奥马拉
尤金·奥马拉（荷蘭語：Eugene Omalla，2000年10月5日—），乌干达、荷兰男子田径运动员，主攻400米短跑，2024年4月开始代表荷兰参赛，他曾获得2024年夏季奥林匹克运动会混合4×400米接力项目金牌。